# Francesco Pannini
Francesco Pannini ou Panini, né en 1745 à Rome et mort en 1812 dans la même ville, est un peintre d'architecture et de paysage, dessinateur et éditeur d'estampes du XVIIIe  et du début du XIXe siècle vivant à Rome, capitale des États pontificaux, en Italie.

## Biographie

### Jeunesse et famille

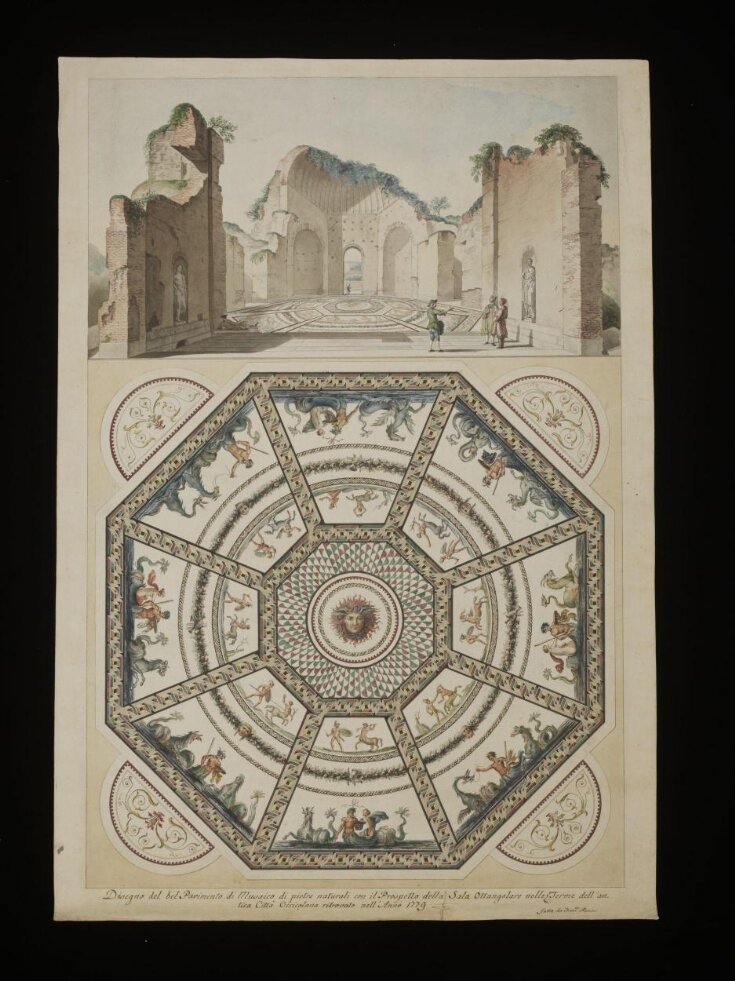
Vue des ruines de la salle octogonale des anciens thermes romains d'Ocriculum (Ombrie) et de sa mosaïque au sol (1779) de Francesco Panini, d'après une conception architecturale de Giuseppe Pannini, son frère. (Musée Victoria & Albert)

Francesco Pannini naît en 1745 à Rome. Il est l'un des deux fils de Giovanni Paolo Panini, célèbre peintre de veduta et architecte italien du XVIIIe siècle à Rome.
Son frère Giuseppe Pannini (en) (Rome, 1720-1812), architecte et archéologue , achève en 1762 la construction de la fontaine de Trevi . Les frères   travaillent ensemble à différentes étapes de leur carrière, comme en témoignent certains dessins de Francesco.

### Carrière

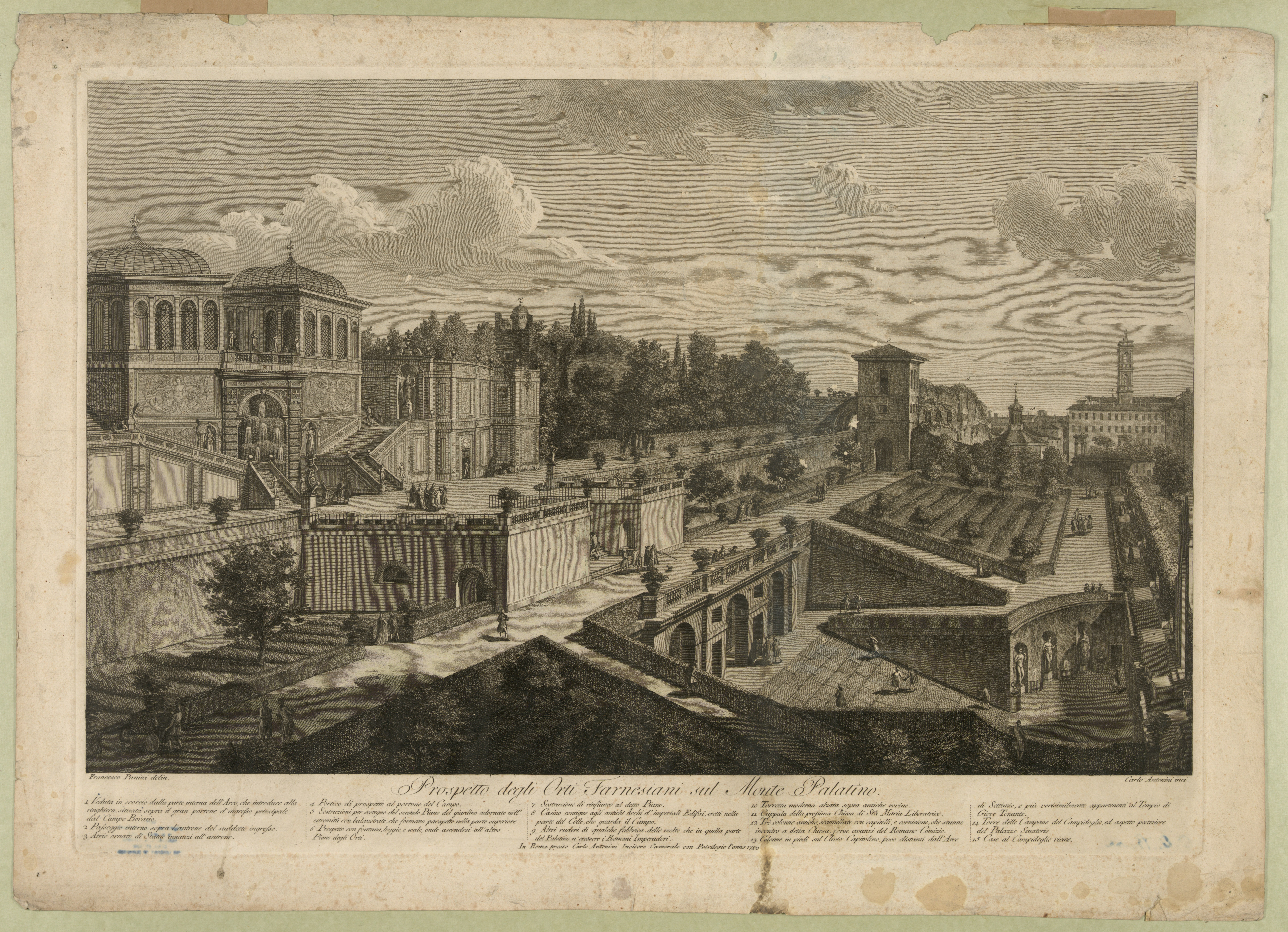
"Prospetto degli Orti Farnesiani sul Monte Palatino" (1780), signé : Carlo Antonini, inci. ; Francesco Panini, delin. (Coll. Bibliothèque du Congrès)

Francesco Panini collabore avec un certain nombre de graveurs réputés à la fin du XVIIIe siècle à Rome, dont Carlo Antonini, Francesco Barbazza, Antonio Capellan, Pier Lorenzo Mangini, Giovanni Ottaviani, Giuseppe Vasi, Giovanni Volpato,.
Vers 1770, il crée une série de vues coloriées à la main de la basilique Saint-Pierre du Vatican à Rome.
Il travaille ensuite avec Giovanni Volpato, graveur de la république de Venise, qui publie, entre 1772 et 1776, une série de planches d'après les fresques des Chambres de Raphaël et des loggias du Vatican. Certaines de ces planches sont par la suite coloriées à la main par Francesco Panini et, bien qu'elles ne reproduisent pas nécessairement le dessin ou les sujets des voûtes et des pilastres des loggias ; elles sont recherchées par les visiteurs de Rome.
Avec la collaboration de Francesco Panini et de Lodovico Teseo, Volpato publie, entre 1775 et 1777, une série d'estampes d'après des fresques peintes par Annibale Carracci dans la Galleria du Palais Farnèse.
Volpato réalise également un  panorama de Rome d'après les dessins de Francesco Panini, qui fait partie de la collection du  Rijksmuseum Amsterdam.
Poursuivant la tradition de son père de dessiner des vues romaines, il produit plusieurs gravures topographiques de vues romaines qui par la suite ont souvent été colorées à la main.
Il réalise également des peintures à l'huile de format parfois plus grand avec des sujets tels que : L'Adoration des Mages, La ruine du temple de Vesta avec personnages, Rome, Capriccio architectural avec personnages, Capriccio de la villa d'Hadrien à Tivoli, Figures classiques dans les ruines d'un bâtiment public, L'Enlèvement d'Hélène par Pâris, Capriccio de ruines romaines avec soldats et femmes.
Pour des raisons commerciales, Francesco Pannini copie certaines des peintures les plus recherchées de son père.

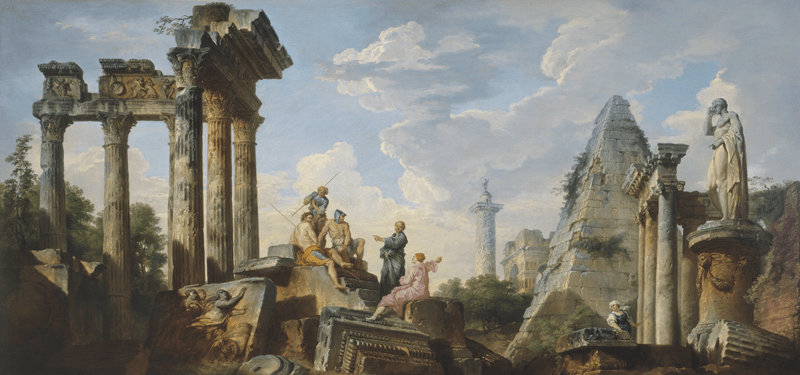
Capriccio avec ruines romaines et personnages, v. 1740-1760, Giovanni Paolo Panini (coll. Musée d'art de Denver)

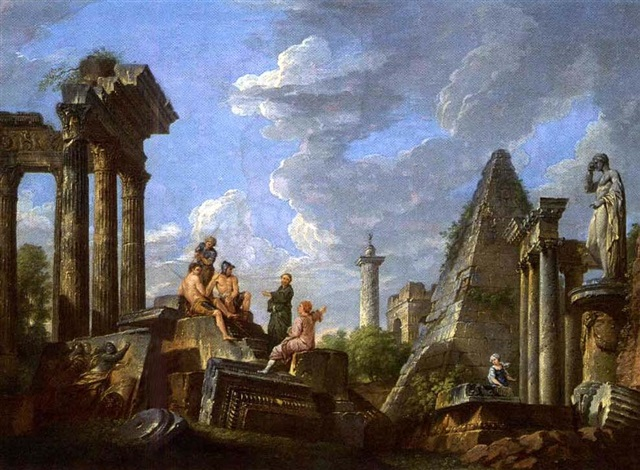
Caprice architectural avec personnages (fin XVIIIe siècle.) de Francesco Panini

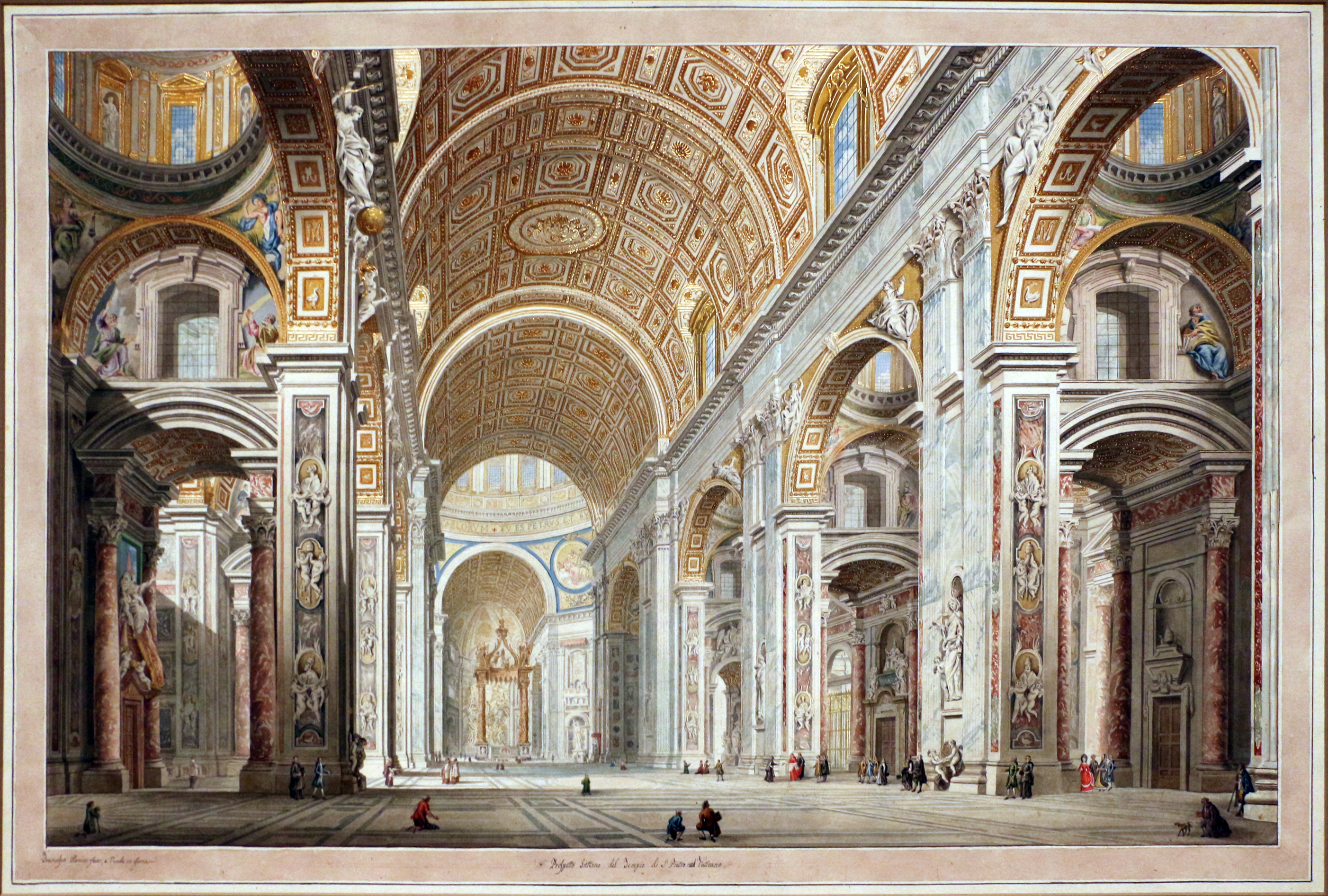
Vue de l'intérieur de la basilique Saint-Pierre au Vatican (vers 1770) par Francesco Panini (Art Institute of Chicago)

## Œuvres
- Le Städel Museum de Francfort [9] ainsi que la Royal Collection d'Angleterre [10] possèdent dans leurs collections un ensemble de vues de la Basilique Saint-Pierre de Rome, réalisées par Francesco Panini.
- La collection Rodolfo Lanciani à Bergame, en Italie, détient un nombre impressionnant d'esquisses originales et d'estampes unies ou colorées de Francesco Panini, ainsi que quelques estampes de Giuseppe Pannini, son frère[11]